# Rosiers-d'Égletons
Pour les articles homonymes, voir Rosier (homonymie).
Rosiers-d’Égletons est une commune française du département de la Corrèze, en région Nouvelle-Aquitaine.
Ses habitants sont appelés les Rosierois.

## Géographie

### Localisation
Commune du Massif central située au sud-ouest d'Égletons, elle est arrosée par le Doustre qui y prend sa source et par la Montane.
Les communes limitrophes sont  Chapelle-Spinasse, Eyrein, Montaignac-sur-Doustre, Moustier-Ventadour, Saint-Yrieix-le-Déjalat, Sarran, Vitrac-sur-Montane et Égletons.

### Climat
Pour des articles plus généraux, voir Climat de la Nouvelle-Aquitaine et Climat de la Corrèze.
Historiquement, la commune est exposée à un climat montagnard.  
En 2020, Météo-France publie une typologie des climats de la France métropolitaine dans laquelle la commune est exposée à un climat de montagne et est dans la région climatique Ouest et nord-ouest du Massif Central, caractérisée par une pluviométrie annuelle de 900 à 1 500 mm, maximale en automne et en hiver.
Pour la période 1971-2000, la température annuelle moyenne est de 9,8 °C, avec  une amplitude thermique annuelle de 14,8 °C. Le cumul annuel moyen de précipitations est de 1 388 mm, avec 14,2 jours de précipitations en janvier et 8,4 jours en juillet. Pour la période 1991-2020, la température moyenne annuelle observée sur la station météorologique la plus proche, située sur la commune d'Égletons à 5 km à vol d'oiseau, est de 10,6 °C et le cumul annuel moyen de précipitations est de 1 428,5 mm,. Pour l'avenir, les paramètres climatiques de la commune estimés pour 2050 selon différents scénarios d’émission de gaz à effet de serre sont consultables sur un site dédié publié par Météo-France en novembre 2022.

## Urbanisme

### Typologie
Au 1er janvier 2024, Rosiers-d'Égletons est catégorisée commune rurale à habitat dispersé, selon la nouvelle grille communale de densité à 7 niveaux définie par l'Insee en 2022.
Elle est située hors unité urbaine. Par ailleurs la commune fait partie de l'aire d'attraction d'Égletons, dont elle est une commune de la couronne,. Cette aire, qui regroupe 14 communes, est catégorisée dans les aires de moins de 50 000 habitants,.

### Occupation des sols

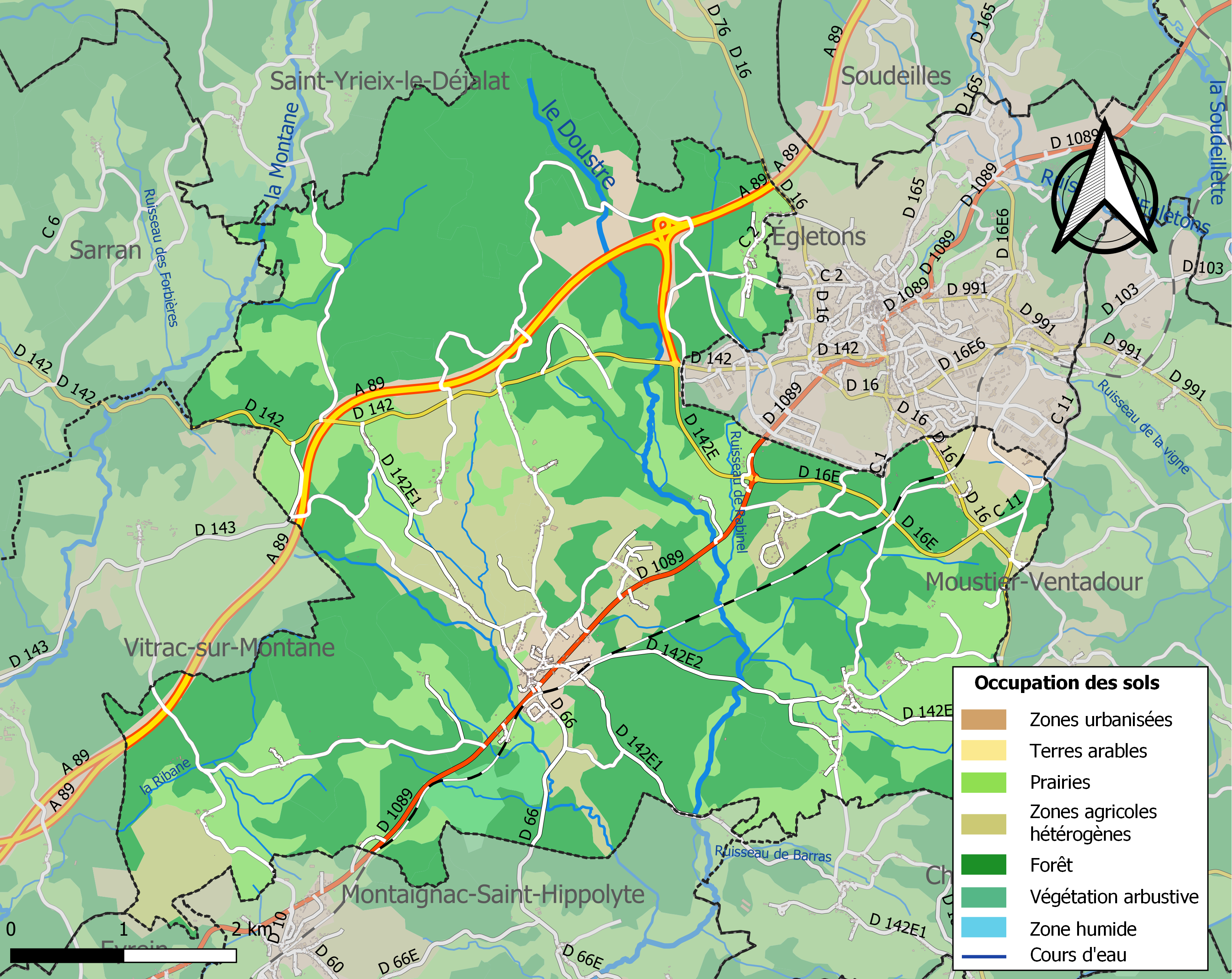
Carte des infrastructures et de l'occupation des sols de la commune en 2018 (CLC).

L'occupation des sols de la commune, telle qu'elle ressort de la base de données européenne d’occupation biophysique des sols Corine Land Cover (CLC), est marquée par l'importance des forêts et milieux semi-naturels (59,2 % en 2018), en diminution par rapport à 1990 (68,7 %). La répartition détaillée en 2018 est la suivante : 
forêts (58 %), prairies (23,7 %), zones agricoles hétérogènes (11,7 %), zones industrielles ou commerciales et réseaux de communication (2,8 %), zones urbanisées (1,6 %), milieux à végétation arbustive et/ou herbacée (1,2 %), mines, décharges et chantiers (1,1 %).
L'évolution de l’occupation des sols de la commune et de ses infrastructures peut être observée sur les différentes représentations cartographiques du territoire : la carte de Cassini (XVIIIe siècle), la carte d'état-major (1820-1866) et les cartes ou photos aériennes de l'IGN pour la période actuelle (1950 à aujourd'hui).

### Habitat et logement
En 2018, le nombre total de logements dans la commune était de 660, alors qu'il était de 622 en 2013 et de 603 en 2008.
Parmi ces logements, 73,8 % étaient des résidences principales, 12,6 % des résidences secondaires et 13,6 % des logements vacants. Ces logements étaient pour 97,2 % d'entre eux des maisons individuelles et pour 2,6 % des appartements.
Le tableau ci-dessous présente la typologie des logements à Rosiers-d'Égletons en 2018 en comparaison avec celle de la Corrèze et de la France entière. Une caractéristique marquante du parc de logements est ainsi une proportion de résidences secondaires et logements occasionnels (12,6 %) inférieure à celle du département (15,1 %) mais supérieure à celle de la France entière (9,7 %). Concernant le statut d'occupation de ces logements, 82,3 % des habitants de la commune sont propriétaires de leur logement (84,1 % en 2013), contre 68,5 % pour la Corrèze et 57,5 % pour la France entière.
| Typologie                                               | Rosiers-d'Égletons | Corrèze | France entière |
| ------------------------------------------------------- | ------------------ | ------- | -------------- |
| Résidences principales (en %)                           | 73,8               | 73,8    | 82,1           |
| Résidences secondaires et logements occasionnels (en %) | 12,6               | 15,1    | 9,7            |
| Logements vacants (en %)                                | 13,6               | 11,1    | 8,2            |

### Risques majeurs
Le territoire de la commune de Rosiers-d'Égletons est vulnérable à différents aléas naturels : météorologiques (tempête, orage, neige, grand froid, canicule ou sécheresse), feux de forêts et séisme (sismicité très faible). Il est également exposé à un risque technologique,  le transport de matières dangereuses, et à un risque particulier : le risque de radon. Un site publié par le BRGM permet d'évaluer simplement et rapidement les risques d'un bien localisé soit par son adresse soit par le numéro de sa parcelle.

#### Risques naturels

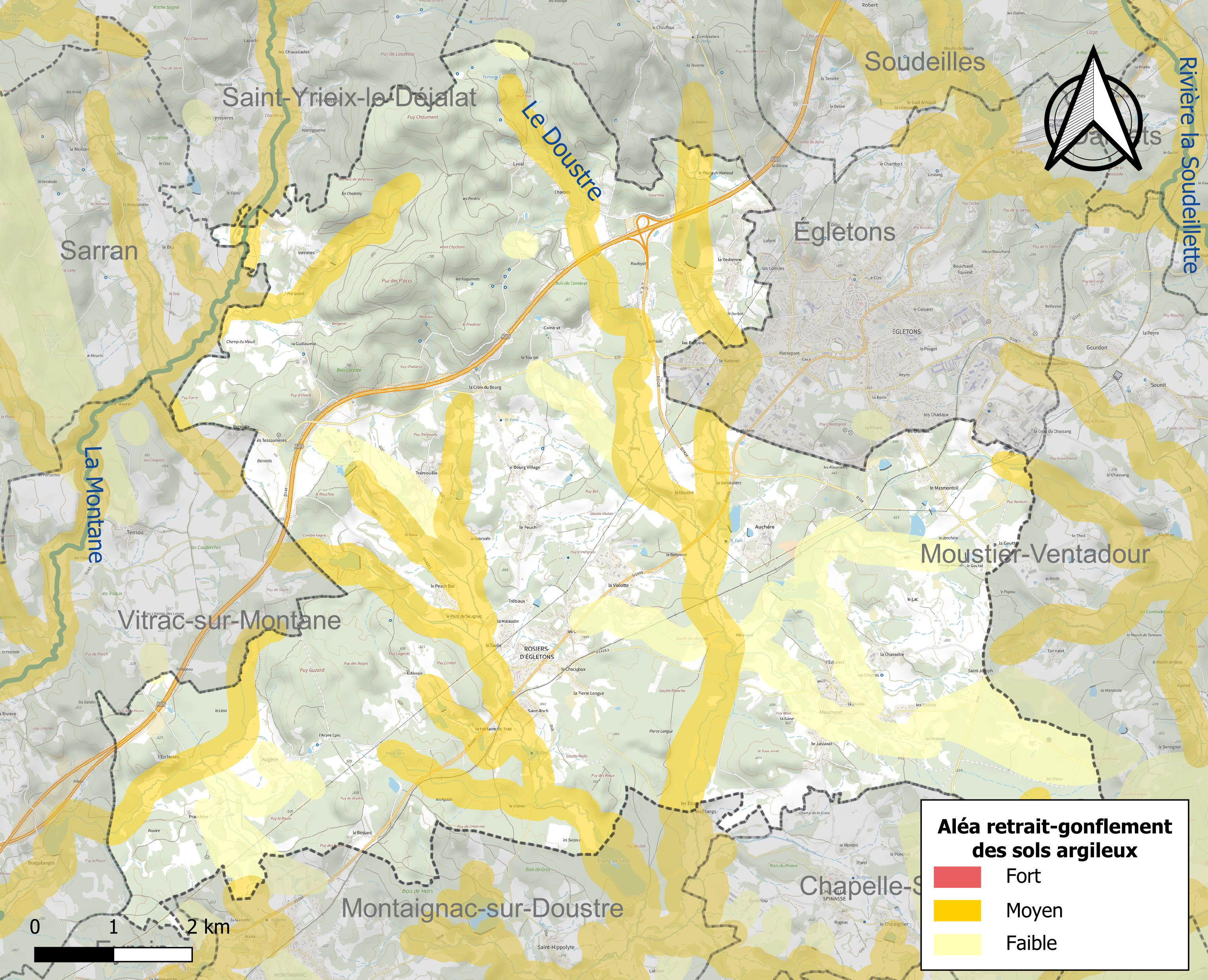
Carte des zones d'aléa retrait-gonflement des sols argileux de Rosiers-d'Égletons.

Le retrait-gonflement des sols argileux est susceptible d'engendrer des dommages importants aux bâtiments en cas d’alternance de périodes de sécheresse et de pluie. 19,6 % de la superficie communale est en aléa moyen ou fort (26,8 % au niveau départemental et 48,5 % au niveau national). Sur les 591 bâtiments dénombrés sur la commune en 2019,  67 sont en aléa moyen ou fort, soit 11 %, à comparer aux 36 % au niveau départemental et 54 % au niveau national. Une cartographie de l'exposition du territoire national au retrait gonflement des sols argileux est disponible sur le site du BRGM,.
Concernant les feux de forêt, aucun plan de prévention des risques incendie de forêt (PPRIF) n’a été établi en Corrèze, néanmoins le code de l’urbanisme impose la prise en compte des risques dans les documents d’urbanisme. Le périmètre des servitudes d'utilité publique et des zones d'obligation légale de débroussaillement pour les particuliers est quant à lui défini pour la commune dans une carte dédiée.

#### Risques technologiques
Le risque de transport de matières dangereuses sur la commune est lié à sa traversée par une route à fort trafic et une canalisation de transport d'hydrocarbures. Un accident se produisant sur de telles infrastructures est susceptible d’avoir des effets graves sur les biens, les personnes ou l'environnement, selon la nature du matériau transporté. Des dispositions d’urbanisme peuvent être préconisées en conséquence.

#### Risque particulier
Dans plusieurs parties du territoire national, le radon, accumulé dans certains logements ou autres locaux, peut constituer une source significative d’exposition de la population aux rayonnements ionisants. Certaines communes du département sont concernées par le risque radon à un niveau plus ou moins élevé. Selon la classification de 2018, la commune de Rosiers-d'Égletons est classée en zone 3, à savoir zone à potentiel radon significatif.

## Histoire
Rosiers a certainement une origine très ancienne puisqu’on y trouve les vestiges d’une charrière profonde gauloise, appelée de nos jours la Charrière Profonde. Il y aurait de nombreux vestiges gaulois, gallo-romains, et même plus anciens ; on aurait en effet retrouvé des silex taillés. La Charrière Profonde a été utilisée au cours des siècles jusqu’à la création de la route nationale 89, elle-même doublée par l’autoroute A89. Alors plus important qu'Égletons — et désormais supplanté par cette ville —, héritant d'un vicus gallo-romain, Rosiers était en 937 le chef-lieu d’une viguerie, c’est-à-dire de la juridiction d’un vicaire civil ou viguier, représentant du vicomte ou du comte. Il a eu pour annexe l’église d’Égletons depuis au moins le XIIIe siècle jusqu’à la fin du XVe siècle.
Sans parler des deux papes originaires du lieu qui furent baptisés dans l'église. La commune a en effet la particularité d'avoir été le lieu de naissance de deux papes du XIVe siècle, issues de la famille Roger, chatelains du lieu : les papes Clément VI et Grégoire XI.
Au XIXe siècle, Rosiers-d’Égletons comptait :
- 28 villages et hameaux, dont certains ont disparu à notre époque, soit qu’ils n’aient plus d’habitants, soit qu’ils aient été englobés par le bourg de Rosiers-d’Égletons ou par Maumont : l’Arbrespic, Auchère, le Betonnet, le Bessard, Bethléem, le Bontreau, le Bourg-Village, Chandrieux, Charves, Combret, la Croix du Bourg, la Dadividie, le Doustre, l’Esclause, Estivaux, la Fontaine du Trais, la Gane, la Gire, la Grésouilière, la Guillaumie, le Jassoux, le Lac, Laval, Leymarie, le Masmonteil, Maumont ;
- et 18 moulins, dont la plupart ont disparu : moulin de Baron, de Charves, d’Estivaux, de Goursole, de Maurière et de Rioux ; le Peuch, le Peuch-Bas, le Poujol, Pranchère, Saint-Joseph, les Serves, Seugnac, la Sudrie, Trémouilles, la Vedrenne, Veyrières, la Vialotte.

Rosiers est un ancien archiprêtré de Gimel.
Durant la Seconde Guerre mondiale, le village d'Auchères  est un centre de Groupement de travailleurs étrangers. Les 101e, 103e et 653e GTE y seront installés.

## Politique et administration

### Rattachements administratifs et électoraux

#### Rattachements administratifs
La commune se trouve dans l'arrondissement de Tulle du département de la Corrèze.
Elle faisait partie depuis 1793 du canton d'Égletons. Dans le cadre du redécoupage cantonal de 2014 en France, cette circonscription administrative territoriale a disparu, et le canton n'est plus qu'une circonscription électorale.

#### Rattachements électoraux
Pour les élections départementales, la commune fait partie depuis 2014 d'un nouveau canton d'Égletons porté de 8 à 18 communes.
Pour l'élection des députés, elle fait partie de la première circonscription de la Corrèze.

### Intercommunalité
Rosiers-d'Égletons est membre fondateur de la communauté de communes de Ventadour - Égletons - Monédières, un établissement public de coopération intercommunale (EPCI) à fiscalité propre créé fin 1997 sous le nom de communauté de communes du pays de Ventadour, du Doustre et de la Luzège et auquel la commune a transféré un certain nombre de ses compétences, dans les conditions déterminées par le code général des collectivités territoriales.

### Liste des maires
| Période    | Période                   | Identité       | Étiquette | Qualité                                                                                  |
| ---------- | ------------------------- | -------------- | --------- | ---------------------------------------------------------------------------------------- |
| avant 1981 | 1983                      | Roger Peyricot | DVG       |                                                                                          |
| 1983       | mai 2020                  | Jean Boinet    | PS        | Ingénieur géomètre Président de la CC de Ventadour - Égletons - Monédières (1998 → 2008) |
| mai 2020,  | En cours (au 6 juin 2023) | Gérard Brette  | DVG       | Géomètre retraité                                                                        |

## Démographie
L'évolution du nombre d'habitants est connue à travers les recensements de la population effectués dans la commune depuis 1793. Pour les communes de moins de 10 000 habitants, une enquête de recensement portant sur toute la population est réalisée tous les cinq ans, les populations de référence des années intermédiaires étant quant à elles estimées par interpolation ou extrapolation. Pour la commune, le premier recensement exhaustif entrant dans le cadre du nouveau dispositif a été réalisé en 2007.

En 2022, la commune comptait 1 087 habitants, en évolution de +1,87 % par rapport à 2016 (Corrèze : −0,59 %, France hors Mayotte : +2,11 %).
| 1793 | 1800 | 1806 | 1821  | 1831  | 1836  | 1841  | 1846  | 1851  |
| ---- | ---- | ---- | ----- | ----- | ----- | ----- | ----- | ----- |
| 935  | 953  | 951  | 1 051 | 1 058 | 1 147 | 1 174 | 1 241 | 1 234 |

| 1856  | 1861  | 1866  | 1872  | 1876  | 1881  | 1886  | 1891  | 1896  |
| ----- | ----- | ----- | ----- | ----- | ----- | ----- | ----- | ----- |
| 1 202 | 1 177 | 1 173 | 1 154 | 1 218 | 1 235 | 1 201 | 1 207 | 1 214 |

| 1901  | 1906  | 1911  | 1921  | 1926  | 1931  | 1936  | 1946 | 1954 |
| ----- | ----- | ----- | ----- | ----- | ----- | ----- | ---- | ---- |
| 1 275 | 1 356 | 1 366 | 1 243 | 1 153 | 1 107 | 1 046 | 907  | 900  |

| 1962 | 1968 | 1975 | 1982  | 1990  | 1999  | 2006  | 2007  | 2012  |
| ---- | ---- | ---- | ----- | ----- | ----- | ----- | ----- | ----- |
| 906  | 912  | 938  | 1 011 | 1 056 | 1 018 | 1 070 | 1 078 | 1 057 |

| 2017  | 2022  | - | - | - | - | - | - | - |
| ----- | ----- | - | - | - | - | - | - | - |
| 1 070 | 1 087 | - | - | - | - | - | - | - |

## Économie
Depuis 2018, des serres à tomates ont été construites sur 25 hectares de terrain (5 ha de zone humide et 20 ha de forêt) face à l'incinérateur d'ordures ménagères de Rosiers qui fournit la chaleur nécessaire au chauffage des serres. 40 000 plants de tomates répartis sur 3,6 ha de serres vont, à partir d'avril 2020, produire quelque 1 000 tonnes de tomates.

## Culture locale et patrimoine

### Lieux et monuments
- Église Sainte-Croix. Son  chevet roman est classé au titre des monuments historiques en 1935[28].
- Château de Maumont, ancienne résidence des familles de Fontanges, de Meynard, Vienot de Vaublanc

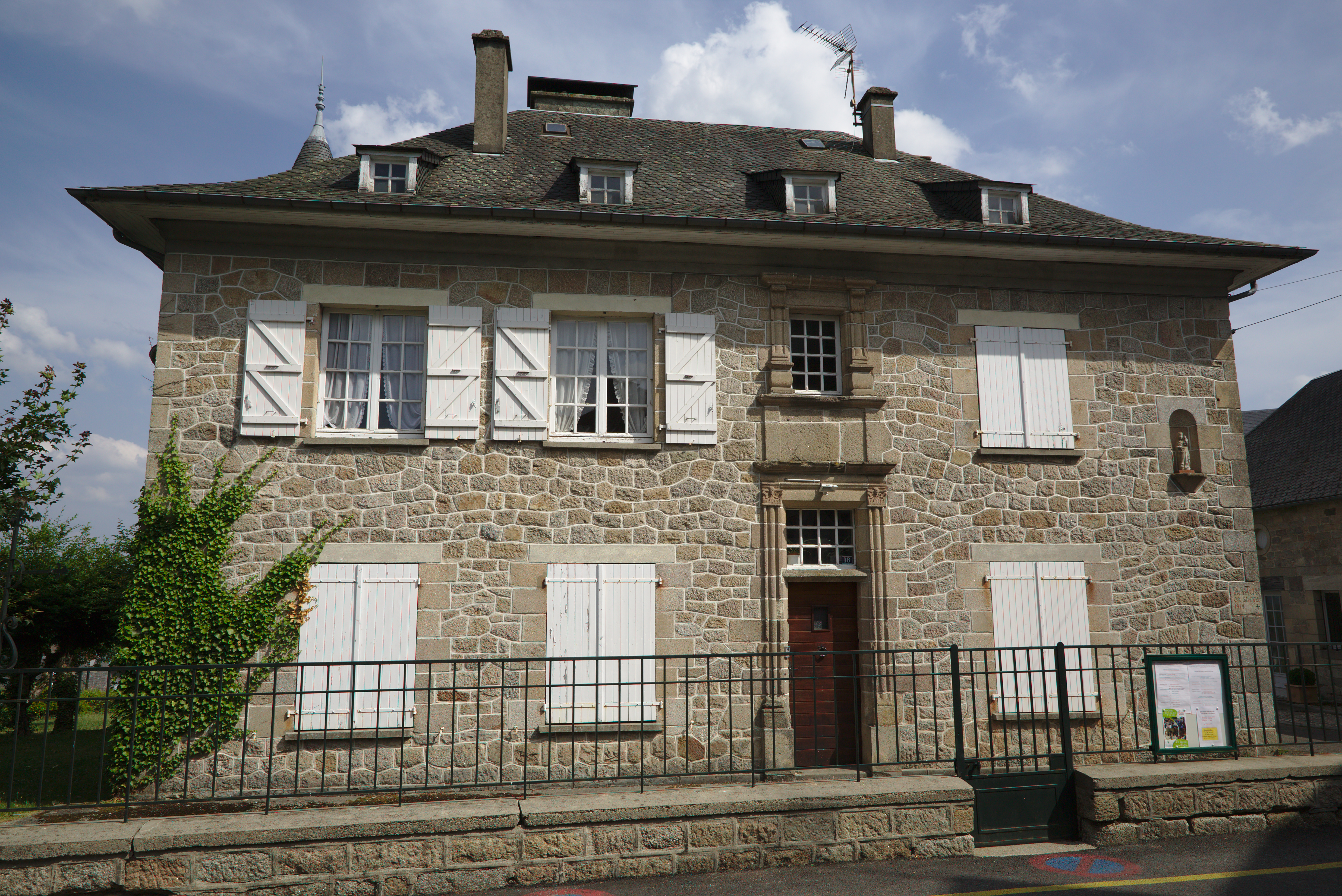
Presbytère.
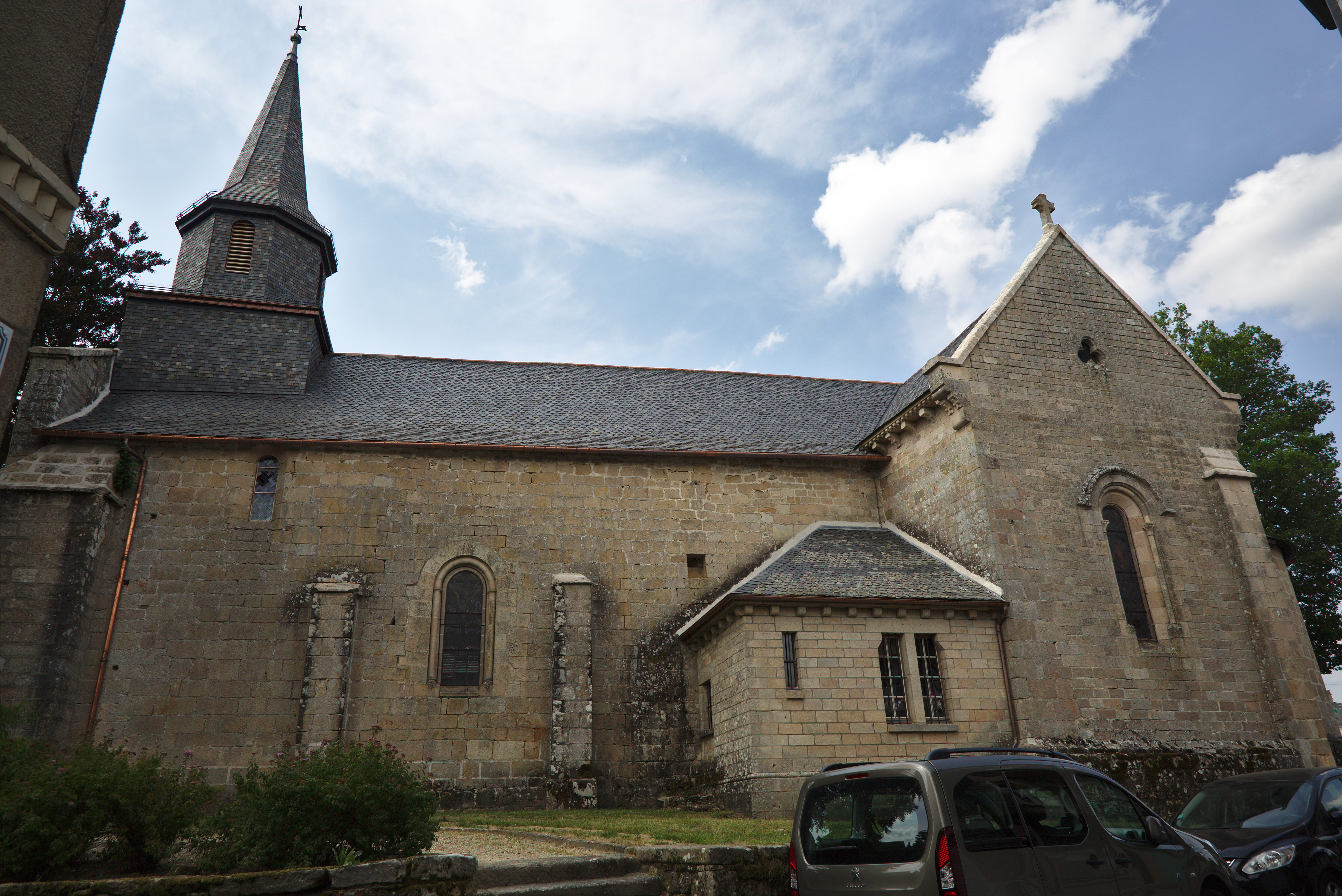
L'église Sainte-Croix.
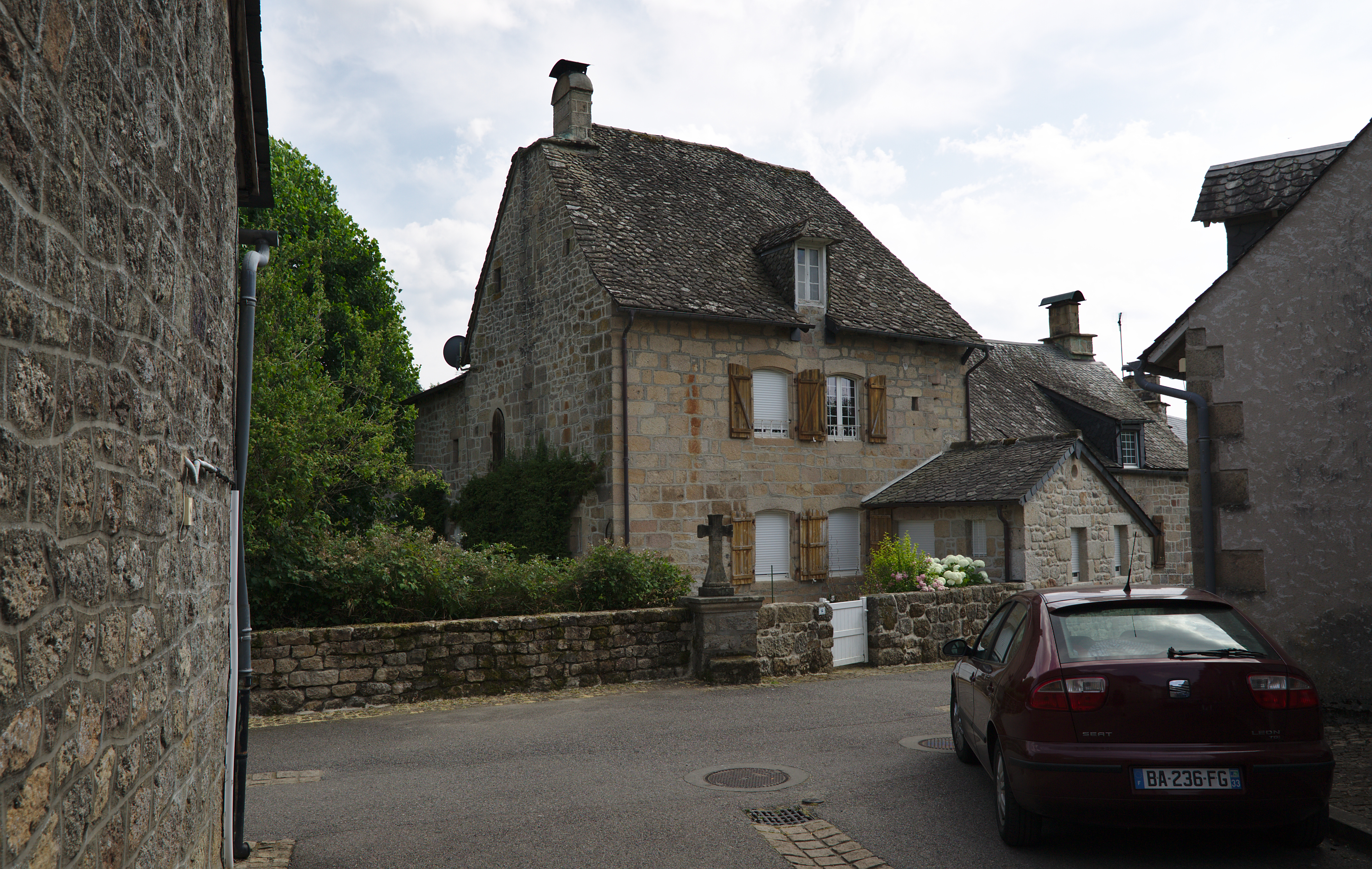
Maison.

### Personnalités liées à la commune
Le lieu de naissance des papes Clément VI (Pierre Rogier) et Grégoire XI (Pierre Rogier de Beaufort, son neveu), que la légende fixe dans une maison noble située à l'entrée des rues portant leurs noms, serait plutôt au Masmonteil de Maumont ou à Mestes. On sait seulement qu’ils ont été tous deux baptisés dans l’église de Rosiers, ce qui lui confère le privilège d'être l'unique église où furent baptisés plusieurs pontifes.
Les Rogier n’ont aucun lien de parenté avec les Maumont dont le blason est : « D’azur au sautoir d’or, cantonné de quatre tours d’argent, maçonnées de sable ».

### Héraldique
| Blason de Rosiers-d'Égletons | Blason  | D’argent à la bande d’azur accostée de six roses de gueules en orle.                                                           |
| Blason de Rosiers-d'Égletons | Détails | Blason de la famille des Roger (famille des papes Clément VI et Grégoire XI). Le statut officiel du blason reste à déterminer. |

## Pour approfondir